# NGC 5916
NGC 5916 is een balkspiraalstelsel in het sterrenbeeld Weegschaal. Het hemelobject werd op 5 juni 1836 ontdekt door de Britse astronoom John Herschel.

## Synoniemen
- MCG -2-39-20
- IRAS 15188-1259
- PGC 54825